# Unidade de Aviação Ligeira do Exército
A Unidade de Aviação Ligeira do Exército (UALE) - anteriormente designada "Grupo de Aviação Ligeira do Exército (GALE)" - é a unidade militar do Exército Português dedicada a missões de aviação ligeira, encontrando-se enquadrada no Sistema de Forças do Exército, sob dependência operacional do Comando das Forças Terrestres.
A UALE serve também de órgão de base que enquadra administrativamente as subunidades da Brigada de Reação Rápida que se encontram aquarteladas no Aeródromo Militar de Tancos: Companhia de Comando e Serviços e Companhia de Transmissões.

## História

### Primórdios

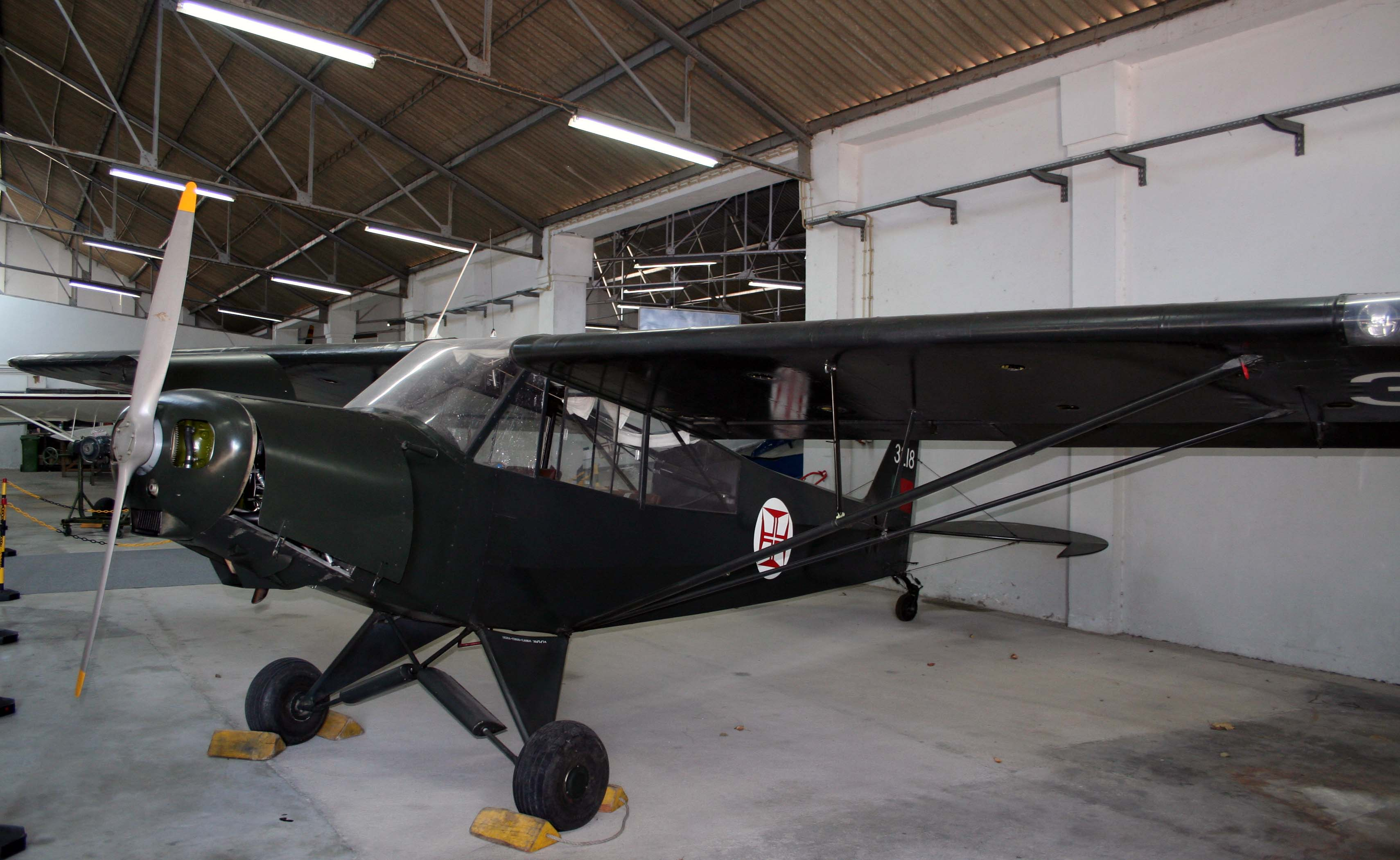
Antigo Piper Super-Cub L-21 do Exército Português, atualmente em exibição no Museu do Ar.

No início da década de 1950, o então ministro do Exército, general Abrantes Pinto, impulsionou o projeto de criação da Aviação Ligeira de Observação de Artilharia do Exército Português, a qual teria como missão a utilização de aeronaves ligeiras para a observação e a conduta de tiro de artilharia sobre objetivos fora do alcance visual dos observatórios terrestres. 
Em 1952, o processo obtém um grande avanço com o envio de oficiais para formação na Aviação da Artilharia do Exército dos EUA, com a construção do Campo de Aviação "General Abrantes Pinto" no Polígono de Tiro da Escola Prática de Artilharia (EPA) em Vendas Novas e com a receção de 22 aviões de observação e ligação Piper Super-Cub L-21. Oito dos aviões passaram a estar permanentemente baseados no Campo de Aviação da EPA, sendo usados na observação do tiro de artilharia e pilotados por oficiais pilotos-observadores da Arma de Artilharia. Os restantes eram usados apenas por altura de grande manobras, tripulados por pilotos da Força Aérea. Por influência do modelo seguido pelo Exército dos EUA, o conceito de Aviação Ligeira evoluiu entretanto, planeando-se que a mesma fosse também equipada com helicópteros e desempenhasse outras missões para além das relacionadas com a observação de artilharia.
O processo de levantamento da Aviação Ligeira do Exército é no entanto cancelado em 1955, com a transferência dos aviões Piper Super-Cub para a Força Aérea. Na Força Aérea, os aviões Piper Super-Cub formaram a Esquadrilha de Ligação e Treino destinada à colaboração com o Exército, instalada na Base Aérea de Tancos.

### Criação da atual UALE
Em reunião extraordinária de 12 de julho de 1991, o Conselho Superior de Defesa Nacional decidiu incluir no Sistema de Forças de Médio Prazo uma unidade de aviação ligeira para o Exército, sendo a 30 de Junho de 1993 incluído o Grupo de Aviação Ligeira do Exército nas unidades a criar na Lei de Programação Militar. A 31 de agosto com a aprovação da segunda Lei de Programação Militar é dotado ao Exército Português os meios financeiros para o levantamento do GALE. Sendo a 11 de junho de 2000 que o GALE é constituído como unidade.
A 01 de julho de 2006, no âmbito do o processo de Transformação do Exército, o GALE é transformado na Unidade de Aviação Ligeira do Exército, de escalão regimento, a qual passa a incluir o Grupo de Helicópteros do Exército como sua subunidade aérea operacional.
Entretanto, as encomendas de ambos os tipos de meios aéreos que deveriam equipar o GALE/UALE (helicópteros EC635 e NH-90) foram canceladas em 2002 e 2012, comprometendo o início da atividade aérea da mesma.  

## Missão
- Organizar, treinar e manter as forças operacionais que lhe forem fixadas;
- Apoiar as Forças Terrestres com os meios aéreos orgânicos;
- Operar e manter as infraestruturas do Aeródromo Militar de Tancos, de modo a garantir a actividade aeronáutica da unidade;
- Cumprir outras missões que lhe forem cometidas superiormente, de acordo com a legislação em vigor.

## Equipamento
- Eurocopter EC635 (cancelado em 2002)
- NH-90 (cancelado em 2012);